# Chudoslavice
Chudoslavice (deutsch Kuteslawitz, auch Kutteslawitz) ist eine Gemeinde in Tschechien. Sie liegt sieben Kilometer nordöstlich von Litoměřice im Böhmischen Mittelgebirge und gehört zum Okres Litoměřice.

## Geographie
Das Dorf befindet sich am südlichen Fuße des Trojhora (451 m) am Chudoslavický potok. Westlich erhebt sich die Gipfelkette des Dlouhý vrch (655 m), Panenský kamen (607 m) und Křížova hora (590 m).
Nachbarorte sind Všeradiště und Řepčice im Norden, Třebušín im Nordosten, Vinné und Leopoldův Mlýn im Osten, Těchobuzice im Südosten, Myštice und Ploskovický Dvůr im Süden, Pohořany im Südwesten sowie Staňkovice und Redlichův Mlýn im Nordwesten.

## Geschichte
An der Stelle des Dorfes soll bereits seit dem 12. Jahrhundert ein einzelnes Gehöft gestanden sein. Erste urkundliche nachrichten über das Dorf stammen aus dem Jahre 1545. Älter ist der Ortsteil Myštice, der seit 1255 nachweisbar ist. Beide Orte waren mit kurzen Unterbrechungen bis zur Aufhebung der Patrimonialherrschaften zur Herrschaft Ploskowitz zugehörig.
Kuteslawitz war ein Bauerndorf, auf dessen Fluren vor allem Obst und Hopfen gedeihte. Am oberen Ortsausgang wurde ein Basaltsteinbruch betrieben. 1880 lebten in dem Dorfe ca. 200 Einwohner, von denen die meisten Deutsche waren. Zu Beginn des 20. Jahrhunderts erfolgte ein leichter Bevölkerungsrückgang.
Nach dem Zweiten Weltkrieg und der Vertreibung der deutschen Bewohner halbierte sich die Einwohnerzahl. Viele der leerstehenden Blockhäuser verfielen oder wurden durch Vandalen verwüstet und
anschließend abgetragen. Ebenso wurde die barocke Kapelle auf dem Dorfplatz abgerissen.

## Ortsgliederung
Die Gemeinde Chudoslavice besteht aus den Ortsteilen Chudoslavice (Kuteslawitz) und Myštice (Michzen). Zu Chudoslavice gehört außerdem die Einschicht Redlichův Mlýn (Redlichs Mühle).

## Sehenswürdigkeiten
- Trojhora
- gezimmerte Bauten der Redlichův Mlýn
- Forsthaus am Trojhora
- einzelne erhalten gebliebene Blockhäuser